# 궁근정초등학교
궁근정초등학교는 대한민국 울산광역시 울주군에 있었던 공립 초등학교이다. 1939년 6월 1일에 덕현간이학교로 개교하였고, 1996년에 궁근정초등학교로 교명이 개칭되었다. 2005년까지만 해도 학생 수가 많았으나, 이후 학생 수가 급감하여, 2016년 2월 29일에 향산초등학교, 길천초등학교와 함께 상북초등학교로 통폐합 되면서 폐교되었다. 그러나 오늘날에 이 학교는 다시 궁근정 다담은 갤러리라는 미술관으로 새롭게 문을 열었다.

## 학교 연혁
- 1939.06.01 덕현간이학교 개교
- 1943.07.24 길천초등학교 궁근정 분교장 인가
- 1947.03.01 궁근정초등학교 설립인가
- 1984.03.01 소호분교장 편입
- 1996.03.01 궁근정초등학교 교명 개칭
- 2000.03.01 시교육청 지정 연구교
- 2002.09.01 시교육청 지정 NEIS 시범교(2년)
- 2004.06.12 교육행정정보시스템 시범학교 발표
- 2007.03.01 시교육청 지정 인성교육시범교(2년)
- 2013.03.01 제27대 김준 교장선생님 부임
- 2014.02.20 제66회 졸업식(3,208명)
- 2014.03.01 7학급 편성(특수학급 1)
- 2015.02.17 제67회 졸업식(3,247명)
- 2015.03.01 제28대 손호근 교장선생님 부임
- 2015.03.01 7학급 편성(특수학급 1)
- 2016.02.29 폐교 및 상북초등학교로 통폐합[1]
- 2016.12.01 궁근정 다담은 갤러리 개관